# ジャン1世 (パンティエーヴル伯)
ジャン1世（Jean I, 1345年2月5日 - 1404年1月16日）は、パンティエーヴル伯およびリモージュ子爵（在位：1364年 - 1404年）。パンティエーヴル家のブルターニュ公位請求者。

## 生涯
ジャン1世は母ジャンヌ・ド・パンティエーヴルと父シャルル・ド・ブロワがブルターニュ公国を統治していた頃に、ブルターニュのジュゴン＝レ＝ラックで生まれた。母ジャンヌはジャン1世をイングランド王エドワード3世の娘マーガレットと結婚させる計画を立てたが、モンフォール家の同盟者である初代ランカスター公ヘンリー・オブ・グロスモントが交渉を打ち切った。エドワードは代わりにフィリッパ・ド・ランカスターを妻にすることを提案したが、ジャンヌは断った。1356年、ジャン1世は人質としてイングランドに引き渡され、アイルランド公兼オックスフォード伯ロバート・ド・ヴィアーの保護の下、グロスター城で25年近く監禁された。
1380年にフランス王シャルル5世が死去すると、ジャン1世はモンフォール家に対するパンティエーヴル家の請求権を支持し、母と2度目のゲランド条約を1381年4月14日に締結した。この条約で、ジャン1世は多額の賠償金と引き換えにブルターニュ公国に対する請求権を放棄した。ジャン1世はオリヴィエ・ド・クリッソンの資金援助を受けて釈放された。クリッソンは身代金6万フランを支払い、ジャン1世と娘のマルグリットを結婚させた。1384年1月6日、ジャン1世はブルターニュとリモージュの領地の管理権をクリッソンに譲渡し、クリッソンは1387年にそれをジャン・ロランに譲渡した。
フランスの歴史家ジャン・フロワサールは、1391年にジャン1世の従兄弟であるブルターニュ公ジャン4世が、ブルターニュ公位に対するパンティエーヴル家の主張を否定し、次のように記したと伝えている。
この従兄弟のパンティエーヴル伯は、ジャン・ド・ブルターニュと名乗り、ブルターニュの紋章を掲げ、あたかも自分が後継者であるかのように振る舞っている。私たちは、彼がジャンと名乗ることを望んでいる。なぜなら、それが彼の名前であり、パンティエーヴル伯だからである。しかし、アーミンの毛皮の紋章を身につけたり、ジャン・ド・ブロワやジャン・ド・シャティヨンなど他の名前を名乗ったりすることは望んでいない。もし彼がそうしないなら、私たちはそうさせ、彼の領地を取り上げるであろう。なぜなら、彼はそれらの領地を私たちへの信頼と敬意の証として保持しているからである。また、ブルターニュの相続についても、彼がそれが自分の元に戻るなどと決して考えるべきではない。なぜなら、私たちには後継者となる息子や娘がいるからである。他家にそれが行く場合は、私たちの家系が断絶した時のことである。
1392年、トゥールで開かれた会議において、ジャン1世はブルターニュ公の紋章を継承する権利を放棄した。これは後に1395年10月25日にギャンガンで確認された。1397年、従兄弟のブロワ伯ギー2世が死去すると、ジョンはアヴェーヌ、ランドルシー、ヌーヴィオン＝アン＝ティエラシュの領地とフランドルのいくつかの領地を相続した。3年後、ジャン1世はイングランドで亡くなった弟アンリからさらに財産を相続した。
ジャン1世は1404年にブルターニュのランバルで死去し、長男のオリヴィエが跡を継いだ。オリヴィエは3人の弟と遺産を分け合った。オリヴィエはパンティエーヴル、ジャン2世はノルマンディーのエーグル、シャルルはアヴォーグル領、ギヨームはリモージュ子爵領を受け取った。

## 子女
ジャン1世は1387年1月20日にモンコントゥールにおいてフランス軍総司令官オリヴィエ・ド・クリッソンの娘マルグリット・ド・クリッソンと結婚した。2人の間には以下の子女が生まれた。
- オリヴィエ（1387年頃 - 1433年） - パンティエーヴル伯、アヴェーヌ領主[4]。嗣子なく死去。
- ジャン2世（1454年没） - エーグル領主、のちパンティエーヴル伯。嗣子なく死去。
- シャルル - アヴォーグル領主。娘ニコルは後にパンティエーヴル伯位を継承した。
- ギヨーム（1455年没） - リモージュ子爵
- ジャンヌ - 1458年にベルヴィルおよびモンテギュ領主ジャン3世・ド・アルプダンヌの2番目の妻となる（最初の妻はフランス王シャルル6世の庶子マルグリット）。